# Downesia vandykei
Downesia vandykei es una especie de insecto coleóptero de la familia Chrysomelidae.
Fue descrita científicamente en 1939 por Judson Linsley Gressitt.